# 비토리오 그레고티

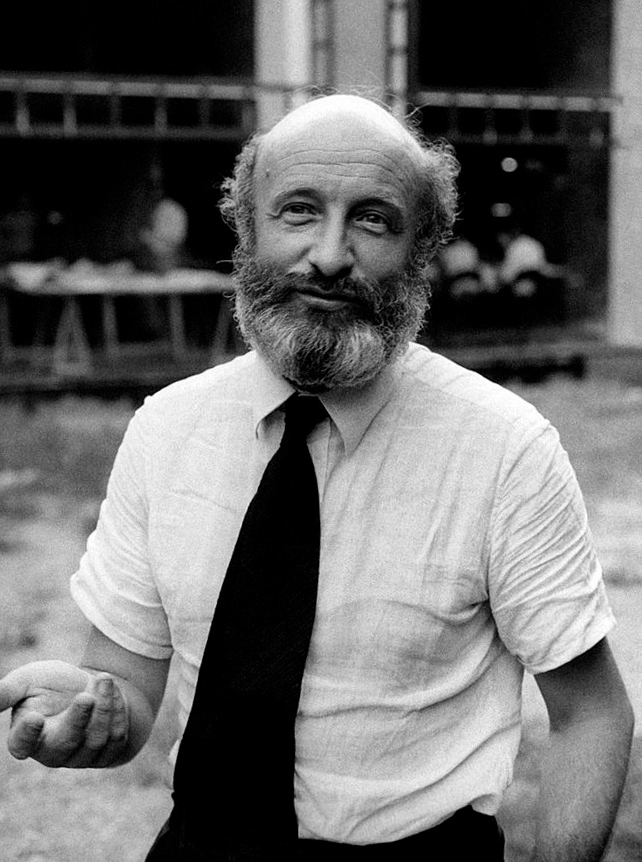
1975년의 비토리오 그레고티

비토리오 그레고티(1927년 8월 10일 ~ 2020년 3월 15일)는 이탈리아의 건축가이다. 네오아방가르드와 1970년대 포스트모더니즘을 주도했다.
그레고티가 설계한 건축물 중에는 바르셀로나 올림픽 주경기장, 리스본의 벨렘 문화센터, 밀라노의 아르침볼디 극장 등이 있다.
코로나바이러스감염증-19로 인해 사망하였다.

## 사진

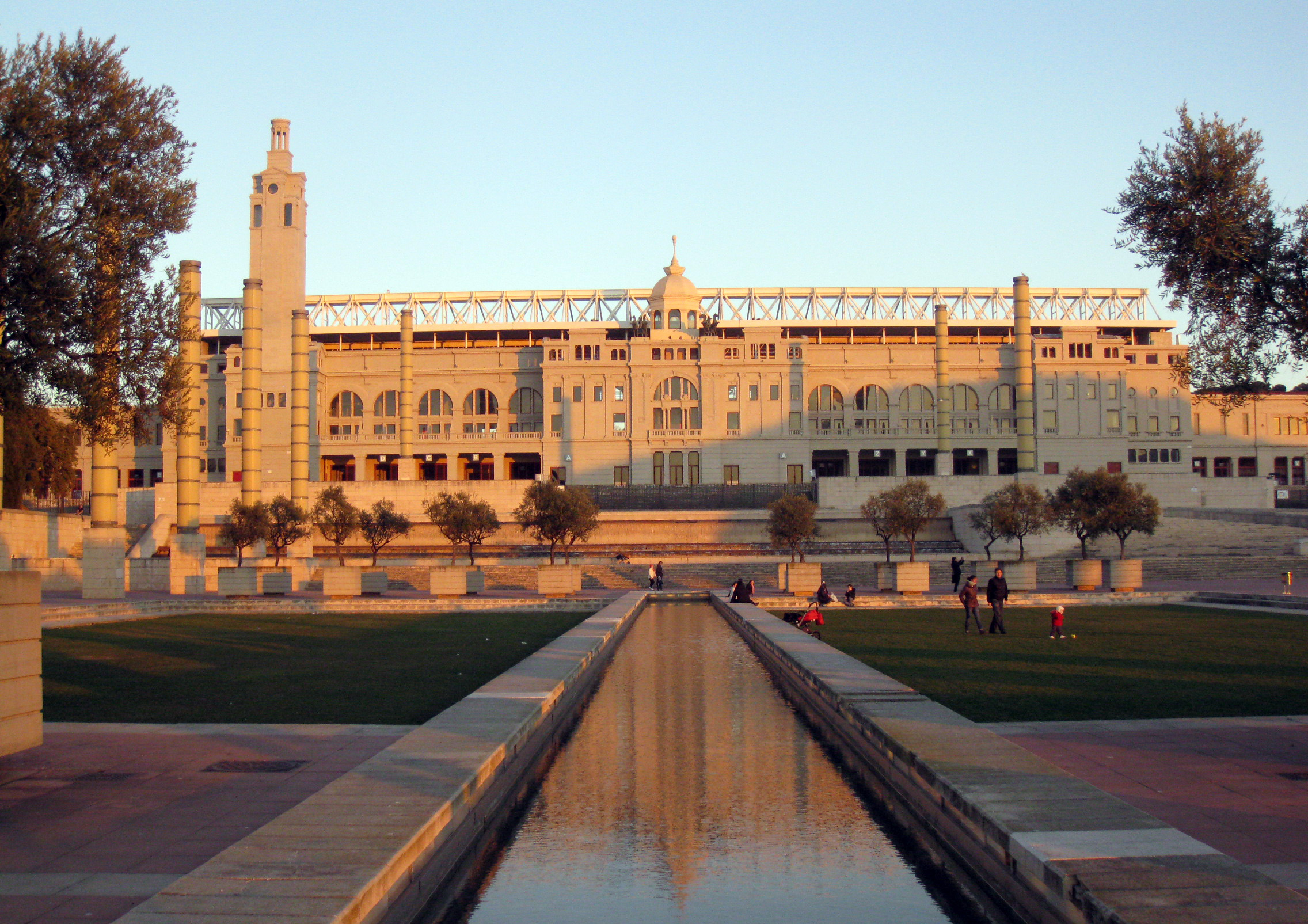
바르셀로나 올림픽 주경기장 입구
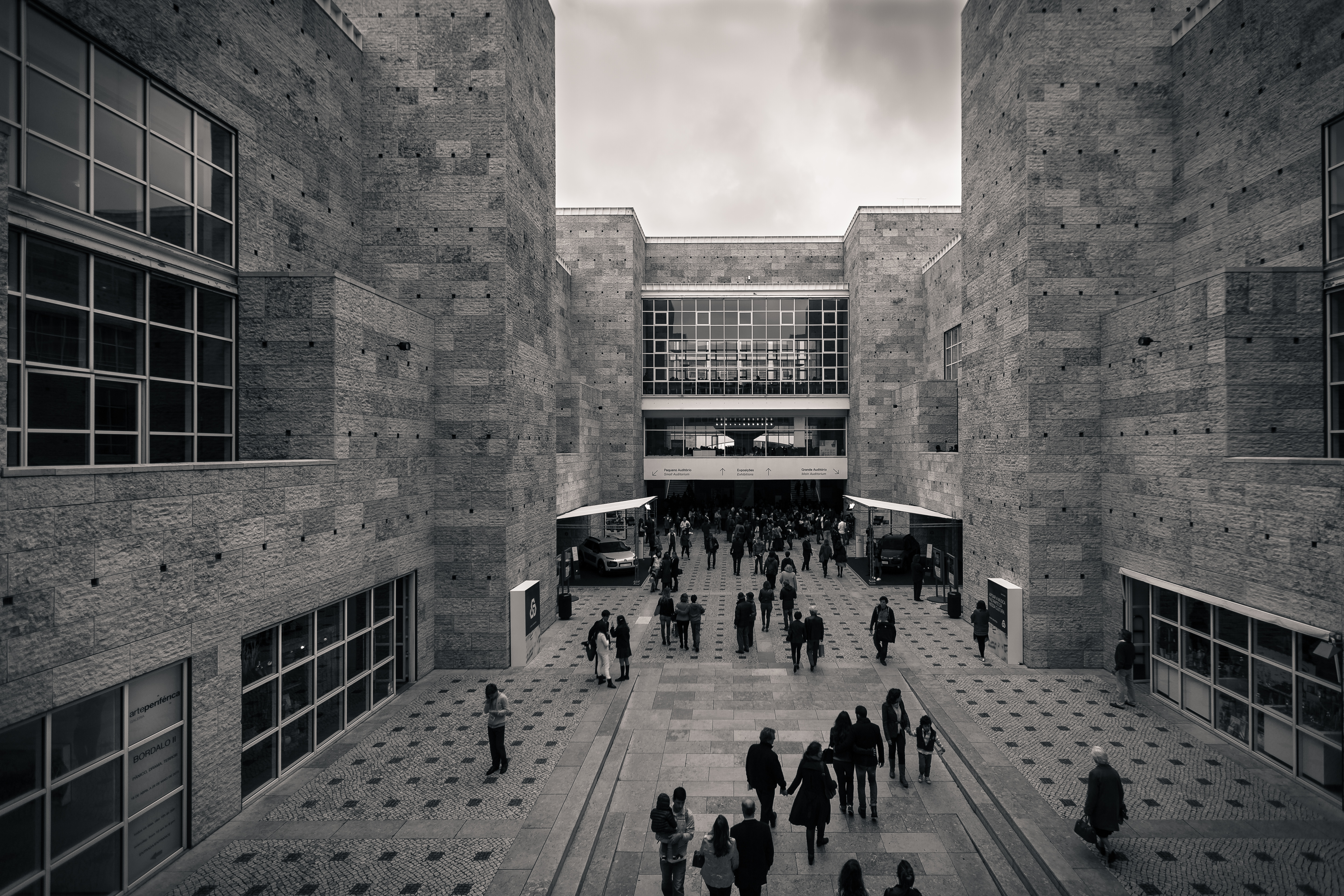
벨렘 문화센터(영어판)